# Reel FX Creative Studios
Reel FX Creative Studios (também conhecido como Reel FX Animation Studios para filmes de animação ou simplesmente Reel FX) é um estúdio americano de animação digital com sede em Dallas, Texas, Hollywood, Califórnia e Montreal. O estúdio desenvolve e produz filmes de animação, curtas-metragens e conteúdo de parques temáticos. Seu primeiro longa-metragem de animação original, Bons de Bico, foi lançado em 2013 e arrecadou mais de US$ 110 milhões em todo o mundo, apesar de receber críticas negativas. Seu segundo filme, Festa no Céu, foi lançado em 2014 com críticas amplamente positivas e recebeu várias indicações. Rumble será o terceiro filme original da Reel FX, em conjunto com a Paramount Animation, e está programado para ser lançado em 18 de fevereiro de 2022 nos Estados Unidos.
O estúdio também faz animação para outros estúdios, incluindo UglyDolls para a STX Entertainment e Scoob! para o Warner Animation Group.

## História
Em 2006, a Reel FX contratou vários funcionários do estúdio DNA Productions, que estava em processo de fechamento.
Em março de 2007, Reel FX adquiriu Radium, um estúdio digital com sede na Califórnia que foi fundado em 1996 por Jonathan Keeton e Simon Mowbray. Como parte da aquisição, o estúdio mudou sua marca em 2010 para Radium/Reel FX, e em fevereiro de 2012 para Reel FX. Desde 2007, Reel FX tem apresentado o Texas Avery Animation Award, criado pelo estúdio para "comemorar uma conquista da carreira em animação".  O prêmio, que leva o nome do animador e cartunista texano Tex Avery, é concedido a cada ano no Festival Internacional de Cinema de Dallas.
Em dezembro de 2010, foi anunciado que a Reel FX produziu um filme 3D sem título com o produtor Andrew Adamson e o Cirque du Soleil. Em janeiro de 2012, foi anunciado pela Paramount Pictures que havia adquirido os direitos de distribuição do filme, agora intitulado Worlds Away, dirigido por Adamson e com produção executiva de James Cameron. Em outubro de 2012, o The Hollywood Reporter revelou uma conexão da Reel FX com o filme de 2012, A Origem dos Guardiões. (O filme é baseado no curta-metragem da Reel FX, The Man in the Moon, dirigido por William Joyce e Brandon Oldenburg, e na série de livros de Joyce, The Guardians of Childhood.).
Durante 2009 e 2013, a Reel FX completou seu primeiro longa-metragem de animação original, Bons de Bico. Originalmente intitulado Turkeys e com lançamento prevista para 2014, mas foi adiantado para 1 de novembro de 2013. Jimmy Hayward dirigiu o filme, que conta a história de dois perus que viajam de volta no tempo para impedir que sua espécie seja a refeição tradicional do Dia de Ação de Graças. Em fevereiro de 2012, o estúdio anunciou um novo filme de animação, Festa no Céu, dirigido por Jorge R. Gutierrez e produzido por Guillermo del Toro. O filme foi descrito como uma "história de amor no estilo de Romeu e Julieta ambientada no México durante o Dia dos Mortos.". Em dezembro de 2012, foi relatado que o estúdio fez uma parceria com a 20th Century Fox Animation para produzir o filme, e que estava agendado para lançamento em 3 de outubro de 2014, mas foi adiado para 17 de outubro de 2014. Rumble será o próximo filme original do estúdio, coproduzido com a Paramount e com um lançamento para 18 de fevereiro de 2022, dirigido por Hamish Grieve.

## Filmografia

### Produções originais

#### Filmes lançados
| # | Título                           | Data de lançamento     | Coprodução com                                                     | Diretor(es)        | Orçamento      | Bilheteria        | Rotten Tomatoes | Metacritic |
| - | -------------------------------- | ---------------------- | ------------------------------------------------------------------ | ------------------ | -------------- | ----------------- | --------------- | ---------- |
| 1 | Cirque Du Soleil – Outros Mundos | 21 de dezembro de 2012 | Cirque du Soleil Burlesco Strange Weather Films Cameron Pace Group | Andrew Adamson     | US$ 25 milhões | US$ 34,2 milhões  | 47%             | 51         |
| 2 | Bons de Bico                     | 1 de novembro de 2013  | Relativity Media                                                   | Jimmy Hayward      | US$ 55 milhões | US$ 110,4 milhões | 19%             | 38         |
| 3 | Festa no Céu                     | 17 de outubro de 2014  | 20th Century Fox Animation                                         | Jorge R. Gutierrez | US$ 50 milhões | US$ 99,7 milhões  | 82%             | 67         |

#### Filmes futuros
| # | Título             | Data de lançamento      | Ref(s)                                    | Co-produção com                                                    | Diretor(es)   |
| - | ------------------ | ----------------------- | ----------------------------------------- | ------------------------------------------------------------------ | ------------- |
| 4 | A Liga de Monstros | 18 de fevereiro de 2022 | [ 14 ] [ 15 ] [ 16 ] [ 17 ] [ 18 ] [ 19 ] | Paramount Animation New Republic Pictures WWE Studios Walden Media | Hamish Grieve |

#### Em desenvolvimento
| # | Título              | Ref(s) | Diretor(es)        |
| - | ------------------- | ------ | ------------------ |
| 5 | Space Kung Fu Punch | [ 20 ] | Jorge R. Gutierrez |

#### Curtas-metragens
- The Adventures of Chuy (2015)[21]

### Serviços de animação

#### Longas-metragens
| # | Título                                 | Data de lançamento      | Coprodução com                                                                   | Diretor(es)                                     |
| - | -------------------------------------- | ----------------------- | -------------------------------------------------------------------------------- | ----------------------------------------------- |
| 1 | Selvagem                               | 14 de abril de 2006     | C.O.R.E. Feature Animation Walt Disney Pictures                                  | Steve Williams                                  |
| 2 | O Pequeno Herói                        | 15 de setembro de 2006  | IDT Entertainment 20th Century Fox                                               | Christopher Reeve Colin Brady Daniel St. Pierre |
| 3 | Rock Dog - No Faro do Sucesso          | 24 de fevereiro de 2017 | Summit Entertainment Huayi Brothers                                              | Ash Brannon                                     |
| 4 | Gnomeu e Julieta: O Mistério do Jardim | 23 de março de 2018     | Paramount Animation MGM Rocket Pictures Mikros Image                             | John Stevenson                                  |
| 5 | UglyDolls                              | 3 de maio de 2019       | STX Entertainment Alibaba Pictures Troublemaker Studios Huaxia Film Distribution | Kelly Asbury                                    |
| 6 | Scooby!: O Filme                       | 15 de maio de 2020      | Warner Bros. Pictures Warner Animation Group                                     | Tony Cervone                                    |
| 7 | Back to the Outback                    | Dezembro de 2021        | Weed Road Pictures Netflix Animation Netflix                                     | Clare Knight Harry Cripps                       |

#### Filmes
- GI Joe: Spy Troops (2003)
- GI Joe: Valor vs. Venom (2004)
- Action Man: X Missions - The Movie (2005)
- Boz: Colors and Shapes (2006)
- Boz: Adventures in Imagination (2006)
- The Very First Noel (2006)
- Thank You God for B-O-Zs and 1-2-3s! (2007)
- Start Singing with Boz (2008)
- O Bicho Vai Pegar 2 (2008; com a Sony Pictures Animation)[26]
- Tales of the Black Freighter (2009)
- O Bicho Vai Pegar 3 (2010; com a Sony Pictures Animation)[27]

#### Séries
- No Activity (temporada 4; assistência de animação com ATK PLN para Flight School Studio)

#### Especiais
- Jonah Sing-Along Songs and More! (2002; com a Big Idea Productions)
- Halloweentown High (2004)
- A Era do Gelo: Especial de Natal (2011; com a 20th Century Fox Animation e Blue Sky Studios)

#### Curtas-metragens
- Aunt Fanny's Tour of Booty (2005; coanimado com a Blue Sky Studios)[28]
- The Man in the Moon (2005)[29]
- Secrets of the Furious Five (2008)
- Looney Tunes: (com Warner Bros. Pictures e Warner Bros. Animation)
  - Curtas-metragens de Coiote e Papa-Léguas[30]:
    - Rabid Rider (2010)
    - Fur of Flying (2010)
    - Coyote Falls (2010)
    - Flash in the Pain (2014)[31] [32]

  - I Tawt I Taw a Puddy Tat (2011)
  - Daffy's Rhapsody (2012)
- Best Fiends:
  - Best Fiends: Boot Camp (2017)[33]
  - Best Fiends: Visit Minutia (2017)[34]
  - Best Fiends: Fort of Hard Knocks (2018)[35]
  - Best Fiends: Baby Slug's Big Day Out (2018)
  - Best Fiends: Howie's Gift (2019)[36]
  - Best Fiends: Temper's Adventure (2019)[37]
  - Best Fiends: The Immortal Cockroach (2019)[38]
  - Best Fiends: The Fight Before Christmas (2019)[39]
  - Best Fiends: King Slug Industries (2020)[40]

#### Atrações de parques temáticos
- The Simpsons Ride (2008; coanimado com a Blur Studio)
- Despicable Me: Minion Mayhem (2012)

#### Mundos virtuais
- Webosaurs
- Biberão

#### Produção de logos
- Relativity Media (2013)
- Paramount Animation (2019; coproduzido com a ATK PLN)[41]